# Староримский Символ веры
Старори́мский Си́мвол ве́ры — более ранняя и короткая версия Апостольского Символа веры. Староримский Символ веры стал результатом совместного творчества апостолов, происходившего на Пятидесятницу (Апостольские постановления 6:14), которое они и решили назвать по-гречески «символом» (σύμβολον), что означает нечто единое, составленное из различных частей. Эта древняя и краткая форма Символа веры была в Риме во II веке, и выглядела как вопросы крестящего и ответы крещаемого. Ранее в Католической церкви греческий и латинский языки были в равном употреблении (см. догмат триязычия). Вопросы задавали сначала по-гречески, а затем на латыни как для грекоязычных, так и для латиноязычных оглашенных. Текст Староримского Символа веры содержится в Explanatio symboli Ремесианского епископа Никиты и у Руфина Аквилейского.

## Текст
Текст возможно поделить на три, семь, двенадцать частей:
Три — Троица (Отец, Сын, Святой Дух) (ср. Никейский Символ веры)
Семь — к Троице добавлены верования в Церковь, прощение грехов, воскресение плоти, жизнь вечную (ср. Апостольский Символ веры)
Двенадцать — к верованиям причисляют жезнеописание Иисусово: рождение, распятие, воскресение, вознесение, сидение справа от Бога, второе пришествие (ср. Никео-Цареградский Символ веры)
| Греческий текст Маркелла Анкирского | Латинский текст Руфина Аквилейского | Русский перевод греческого текста |
| --- | --- | --- |
| Πιστεύω οὖν εἰς θεòν πατέρα παντοκράτορα καὶ εἰς Χριστὸν Ἰησοῦν τὸν υἱὸν αὐτοῦ τὸν μονογενῆ τὸν κύριον ἡμῶν τὸν γεννηθέντα ἐκ πνεύματος ἁγίου καὶ Μαρίας τῆς παρθένου τὸν ἐπὶ Ποντίου Πιλάτου σταυρωθέντα καὶ ταφέντα καὶ τῇ τρίτῃ ἡμέρα ἀναστάντα ἐκ τῶν νεκρῶν ἀναβάντα εἰς τοὺς οὐρανούς καὶ καθήμενον ἐν δεξιᾳ τοῦ πατρός ὅθεν ἔρχεται κρίνειν ζῶντας καὶ νεκρούς καὶ εἰς τò ἅγιον πνεῦμα ἁγίαν ἐκκλησίαν ἄφεσιν ἁμαρτιῶν σαρκὸς ἀνάστασιν ζωὴν αἰώνιον | Credo in deum patrem omnipotentem et in Christum Iesum filium eius unicum dominum nostrum qui natus est de Spiritu sancto ex Maria virgine qui sub Pontio Pilato crucifixus est et sepultus tertia die resurrexit a mortuis ascendit in caelos sedet ad dexteram patris unde venturus est iudicare vivos et mortuos et in Spiritum sanctum sanctam ecclesiam remissionem peccatorum carnis resurrectionem | Верую в Бога Отца Вседержителя и во Христа Иисуса Сына Его Единородного Господа нашего рождённого от Духа Святого и Марии девы при Понтии Пилате распятого и погребённого и в третий день воскресшего из мёртвых возшедшего на небеса и сидящего одесную Отца откуда придёт судить живых и мёртвых и во Святого Духа святую Церковь оставление грехов воскресение плоти жизнь вечную |

## Описание
Поскольку епископами Римской церкви были исключительно греки, то греческий текст Символа является оригинальным, а латинский — его переводом. В древности Римская церковь, равно как и все другие латинские церкви, ей следовавшие, при крещении требовала от приступающих к нему произнесения Символа сначала на греческом языке, а потом на латинском. В греческом тексте Маркелла упомянута «жизнь вечная», а в римском тексте Руфина нет. Руфинов текст Символа является самым древним текстом на латыни. Поскольку в латинском языке нет слова «Вседержителя», то греческое слово παντοκράτορα перевели как omnipotentem, означающего Всемогущего. Слова «Сына Его, Единородного» (τὸν υιὸν αυτοῦ, τὸν μονογενῆ) переведены unicum Filium Eius, то есть, «единственного Сына Его», потому что, хотя с четвёртого столетия и появилось на латинском языке не свойственное ему слово unigenitus, «единородный», но прежде, когда был сделан перевод, такого слова не было и содержимое им понятие выражалось словом unicus, оставшимся в Символе доселе. Наконец слова «от Духа Святого и Марии девы», у Руфина, равно как у Максима Туринского и у Петра Хрисолога, переведены так, чтобы показать различие участия Духа Святого и девы Марии в рождении Сына Божия по плоти, именно de Spiritu Sancto ex Maria virgine, то есть, «от Духа Святого из Марии девы».
Желавшие креститься должны были выучить наизусть древний (греческий) текст Символа Римской церкви, а латинский текст употреблялся при самом совершении крещения только в виде вопросов крещаемому, на которые следовало отвечать одним словом «верую». Именно, перед самым погружением, пресвитер должен был задавать крещаемому следующие вопросы:
| Крестящий                                                                                         | Крещаемый |
| ------------------------------------------------------------------------------------------------- | --------- |
| Веруешь ли в Бога Отца Вседержителя?                                                              | Верую.    |
| Веруешь ли и во Христа Иисуса, Сына Его Единородного, Господа нашего, рождённого и страдавшего?   | Верую.    |
| Веруешь ли и в Духа Святого, святую Церковь, оставление грехов, воскресение плоти и жизнь вечную? | Верую.    |